# مارگارتا کوزوخ
مارگارتا کوزوخ (انگلیسی: Margareta Kozuch؛ زادهٔ ۳۰ اکتبر ۱۹۸۶) بازیکن والیبال اهل آلمان عضو و کاپیتان فعلی تیم ملی والیبال زنان آلمان و باشگاه شانگهای است. مارگارتا با آلمان به دو مدال نقره قهرمانی اروپا و مدال برنز جایزه بزرگ جهان ۲۰۰۹ دست یافت. او در قهرمانی جام ملت‌های اروپا ۲۰۱۱ و ۲۰۱۳ نیز بهترین بهترین اسپکر انتخاب شد.